# Troubadour (album de JJ Cale)
Pour les articles homonymes, voir Troubadour (homonymie).
Albums de JJ Cale
Okie
(1972) 5
(1979)
Troubadour est le quatrième album studio de JJ Cale. Il est sorti en septembre 1976 sur le label Shelter Records et fut produit par Audie Ashworth.

## Historique
Comme pour les albums précédents, cet album fut enregistré dans un grand nombre de studios, principalement dans le Tennessee à l'exception de la reprise de Sonny Curtis,I'm a Gypsy Man qui fut enregistré en partie à Burbank en Californie. J.J. Cale travailla avec un grand nombre de musiciens différents, souvent des musiciens qui avaient leurs habitudes dans les studios dans lesquelles il enregistrait.
Cocaine sera repris par des dizaines de musiciens et immortalisé par Eric Clapton dans son album Slowhand sorti en 1977. Clapton reprendra Travelin' Light en 2001 sur l'album Reptile. C'est le disque qui a fait connaître JJ Cale au grand public.
Cet album se classa à la 84e place du Billboard 200 aux États-Unis. Il fit une percée sur le marché européen, 22e place en Allemagne, 53e dans les charts britanniques et se classa dans le top 10 en Norvège (9e) et aux Pays-Bas (4e). Mais c'est en Nouvelle-Zélande qu'il obtint son meilleur classement en se hissant à la 2e place du NZTop 40.

## Liste des titres
Tous les titres sont de J.J. Cale à l'exception de I'm a Gipsy Man signé par Sonny Curtis.
Face 1
| No | Titre             | Lieu d'enregistrement                   | Durée |
| -- | ----------------- | --------------------------------------- | ----- |
| 1. | Hey Baby          | Log Cabin, Murfreesboro, TN             | 3:11  |
| 2. | Travellin' Light  | Bradley's Barn, Mt. Juliet, TN          | 2:50  |
| 3. | You Got Something | Columbia Studio B, Nashville, TN        | 4:00  |
| 4. | Ride Me High      | Crazy Mama's, Nashville, TN             | 3:34  |
| 5. | Hold On           | Columbia Studio B, Nashville, TN        | 1:58  |
| 6. | Cocaine           | Columbia et Crazy's Mama, Nashville, TN | 2:48  |

Face 2
| No  | Titre                   | Lieu d'enregistrement                                    | Durée |
| --- | ----------------------- | -------------------------------------------------------- | ----- |
| 7.  | I'm a Gypsy Man         | Burbank Studio, Burbank, CA, Crazy's Mama, Nashville, TN | 2:42  |
| 8.  | The Woman That Got Away | Columbia et Crazy's Mama, Nashville, TN                  | 2:52  |
| 9.  | Super Blue              | Youngun Sound, Murfreesboro, TN                          | 2:40  |
| 10. | Let Me Do It to You     | Crazy's Mama, Nashville, TN                              | 2:58  |
| 11. | Cherry                  | Woodland Studios, Nashville, TN                          | 3:21  |
| 12. | You Got Me On So Bad    | Bradley's Barn, Mt Juliet, TN                            | 3:17  |

## Musiciens
| - JJ Cale - Chant, guitare, piano - Charles Dungey - Basse 1, 9 - Tommy Cogbill - Basse 2, 5, 8, 10, 11, 12 - Joe Osborn - Basse 3 - Bill Raffensberger - Basse 7 - Karl Himmel - batterie 1, 2, 4, 9 - Kenny Buttrey - batterie 3, 6, 8, 10 - Buddy Harmon - batterie 5, 12 - Jimmy Karstein - batterie 7 - Kenny Malone - batterie 11 - Gordon Payne - Guitare 8 - Chuck Browning - Guitare 8 - Reggie Young - guitare rythmique 1, 6, 9 - Harold Bradley - guitare rythmique 2 | - Bill Boatman - guitare rythmique 7 - Lloyd Green - Steel guitare 1, 9 - Buddy Emmons - Steel guitare 5 - Farrell Morris - Percussions 2, 9, 11 - Audie Ashworth - Percussions 3 - J.I. Allison - Percussions 7 - Don Tweedy - harpe - Bobby Woods - Piano 8 - Bill Pursell - Piano 12 - George Tidwell - Trompette 10 |

## Charts et certification
| Pays             | Durée du classement | Meilleur classement |
| ---------------- | ------------------- | ------------------- |
| Allemagne        | 3 semaines          | 22e                 |
| Autriche         | 4 semaines          | 24e                 |
| États-Unis       | 18 semaines         | 84e                 |
| Norvège          | 10 semaines         | 9e                  |
| Nouvelle-Zélande | 36 semaines         | 2e                  |
| Pays-Bas         | 13 semaines         | 4e                  |
| Royaume-Uni      | 1 semaine           | 53e                 |
| Suède            | 2 semaines          | 43e                 |

| Pays        | Certification | Ventes   | Date       |
| ----------- | ------------- | -------- | ---------- |
| Royaume-Uni | Argent        | 60 000 + | 14/11/1977 |

Chart single
| Année | Single     | Chart   | Durée du classement | Position |
| ----- | ---------- | ------- | ------------------- | -------- |
| 1976  | "Hey Baby" | Hot 100 | 3 semaines          | 96e      |